# Tyfonen Haiyan

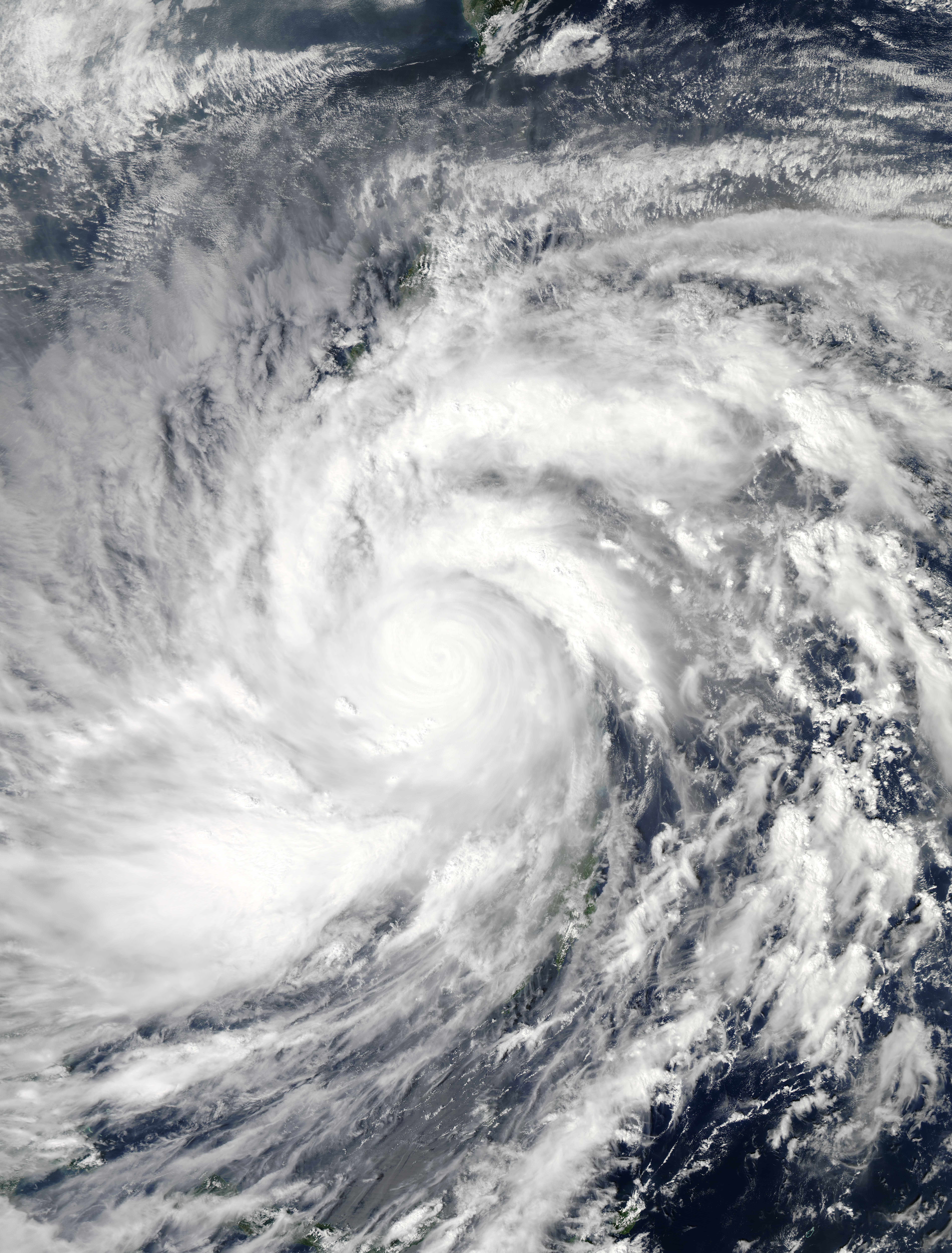
Tyfonen Haiyan över Filippinerna 8 november.

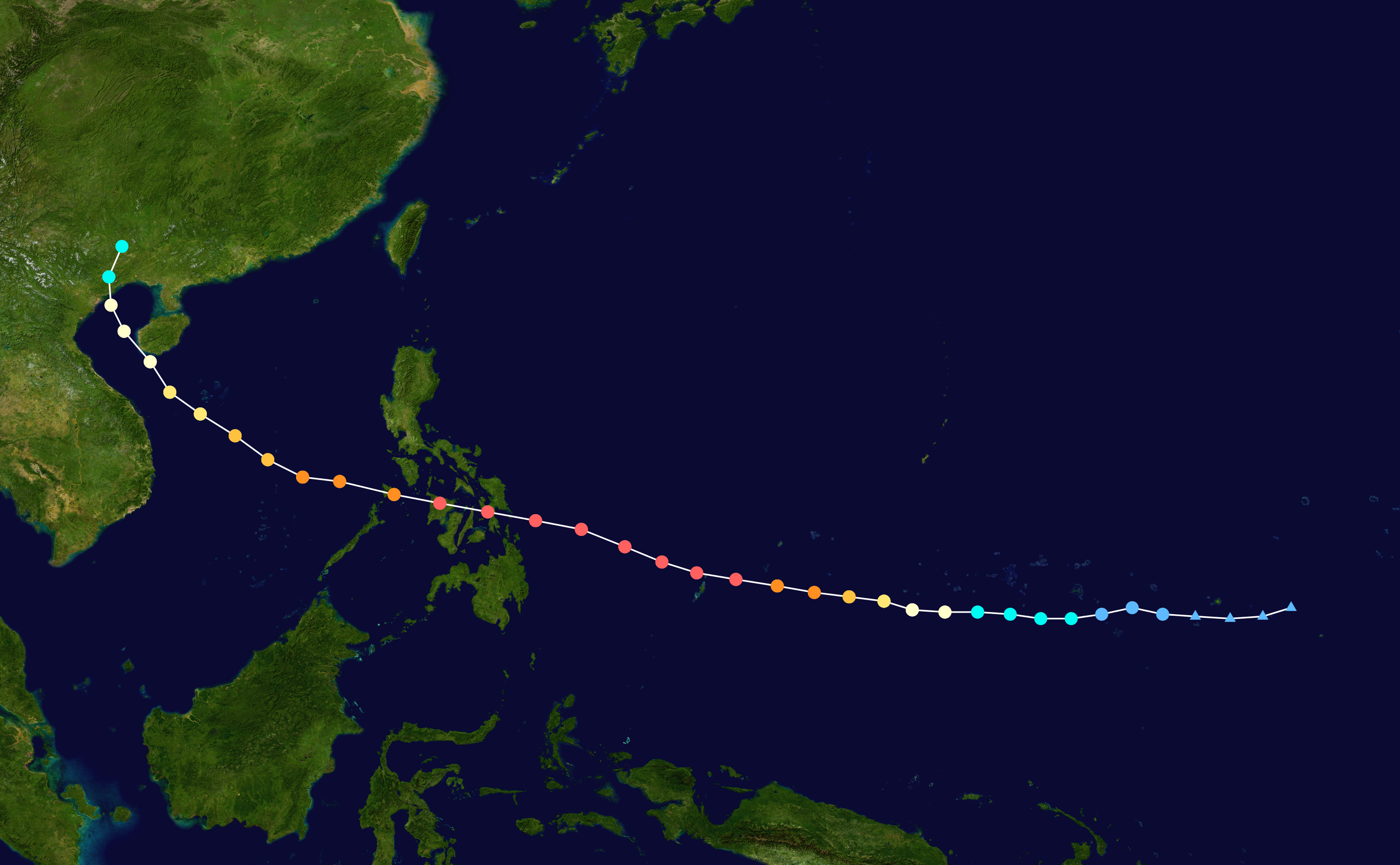
Tyfonens framfart.

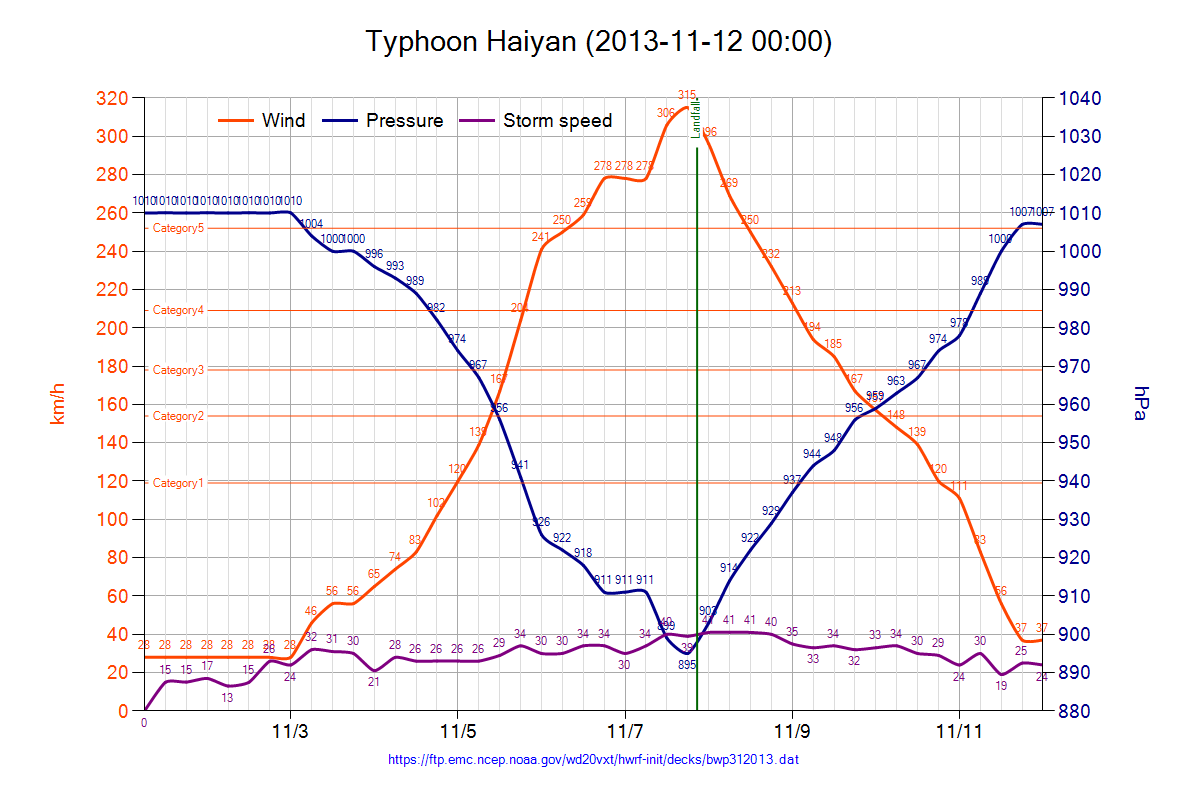

För häradet i Kina med samma namn, se Haiyan, Jiaxing.
Tyfonen Haiyan (även kallad Yolanda) är en av de största och allra starkaste tropiska cyklonen som någonsin observerats och som på sin väg i vissa områden över Sydostasien medfört total ödeläggelse av bebyggelse och av infrastruktur. Den registrerades den 2 november 2013 och har på sin väg över land förstört flera städer i Filippinerna i framför allt provinsen Leyte, bland annat Tacloban City. Tyfonen klassas som en femma på den femgradiga Saffir–Simpsons orkanskala. 
Guvernören gjorde en uppskattning på att 10 000 personer dött i tyfonen. Myndigheten för samhällsskydd och beredskap skickade ett team på 16 personer för att bistå de nödställda.

## Styrka
Det finns inga officiella uppgifter om de högsta vindhastigheterna än. Men med hjälp av avancerade satellitmätningar beräknas superstormen ha haft vindhastigheter (medelvind 1 minut) på 87 m/s (315 km/h med vindbyar, ända upp till 105 m/s – 380 km/h när den nådde land). Bekräftas mätresultaten är det den högsta vindhastighet (medelvind) som någonsin uppmätts i ett tropiskt oväder när det dragit in över land. 

## Efterdyningar
Den tropiska stormen har på sin väg nordväst upp mot Vietnam och Kina avtagit, men flera människor har fått sätta livet till även här, bland annat i sin strävan att hjälpa till för att dessa områden inte skulle drabbas mer än nödvändigt. I Taiwan omkom åtta människor ute till havs. I södra Vietnam rasade ett torn.

Bild: Haiyans väg mot Vietnam och Kina